# Độc tố vi khuẩn gây bệnh truyền qua thực phẩm
Độc tố vi khuẩn gây bệnh truyền qua thực phẩm là các độc tố sản sinh từ vi khuẩn có khả năng xâm nhiễm trên thực phẩm và gây bệnh trên cơ thể người.

## Khái niệm và phân loại
Vi khuẩn là một trong những nguyên nhân gây ra các bệnh truyền qua thực phẩm. Ngoài cơ chế gây bệnh do ăn vào một lượng bào tử vi khuẩn (nhiễm khuẩn), thực phẩm có thể bị ô nhiễm bởi độc tố có nguồn gốc từ vi khuẩn, theo hai dạng thức sau:
- Độc tố tiết ra trực tiếp từ vi khuẩn nhiễm trong thực phẩm.
- Độc tố sản sinh từ quá trình trao đổi chất của một lượng đủ lớn vi khuẩn khi chúng phát triển trong thực phẩm.

Vi khuẩn sinh độc tố rất đa dạng. Chúng có thể sinh bào tử hoặc không sinh bào tử, di động hoặc không di động được, hiếu khí hoặc kị khí hoặc kị khí tùy nghi...
Các độc tố do vi khuẩn sản sinh có thể phân loại thành nội độc tố và ngoại độc tố. Nội độc tố là những độc tố nằm bên trong tế bào vi khuẩn, chỉ được giải phóng ra bên ngoài khi tế bào vi khuẩn bị phá huỷ; chúng chỉ được sản sinh từ các vi khuẩn Gram âm. Còn ngoại độc tố là độc tố do vi khuẩn sống tiết ra môi trường; cả vi khuẩn Gram âm và vi khuẩn Gram dương đều có thể sinh ngoại độc tố.
Ví dụ: Vi khuẩn Clostridium botulinum sản sinh độc tố botulin (độc tố thịt), vi khuẩn này phát triển trong thực phẩm đến một số lượng đủ lớn rồi mới sinh độc tố. Ngược lại, vi khuẩn Vibrio cholerae sau khi xâm nhập vào cơ thể sẽ tiết ra độc tố cholera (cholera toxin) và gây độc.

## Con đường nhiễm độc tố
Clostridium botulinum có mặt trong các môi trường đất, nước, trong ruột động vật như cá, gia súc, trong ruột người, trong thịt, rau quả...  Từ các nguồn trên, vi khuẩn này có mặt trong đồ hộp thịt và các sản phẩm thịt, trong sản phẩm rau quả chế biến và nhiễm vào cơ thể người, sinh độc tố và gây bệnh.
Trong khi đó, Vibrio cholerae chủ yếu có trong môi trường nước biển, trong thủy sản tươi sống và các sản phẩm thủy sản, từ đó nhiễm vào cơ thể người và gây bệnh.
Một số vi khuẩn khác có trong phân người, phân động vật sau đó nhiễm chéo vào nguyên liệu và sản phẩm thực phẩm trước khi đi vào cơ thể người và sinh độc tố. Ngoài ra, một số vi khuẩn sinh độc tố có thể nhiễm trực tiếp từ vật chủ sang cơ thể người mà không qua con đường ăn uống.
Một loại thực phẩm có thể chứa nhiều vi khuẩn gây bệnh, đặc biệt là các thực phẩm giàu dinh dưỡng như thịt, cá, trứng, sữa. Ví dụ trong các sản phẩm thịt có thể xuất hiện nhiều loài vi khuẩn, trong số đó có nhiều loài sinh độc tố như Clostridium botulinum, Clostridium perfringens, Salmonella spp., Staphylococcus aureus, Bacillius cereus, E. coli...  Ngược lại, một loài vi khuẩn có thể có mặt trong nhiều loại thực phẩm khác nhau và sản sinh một hoặc nhiều loại độc tố. Ví dụ: các loài Salmonella có mặt trong hầu hết các loại thực phẩm, chúng có thể sinh các độc tố enterotoxin và cytotoxin.

## Sự ảnh hưởng đến chất lượng thực phẩm
Vi khuẩn gây bệnh và các độc tố của chúng đều gây ảnh hưởng xấu đến chất lượng thực phẩm nhưng nói chung không gây ảnh hưởng nhiều đến chất lượng cảm quan như các vi nấm và độc tố vi nấm. Ví dụ như hải sản bị nhiễm Vibrio spp. rất khó để nhận diện và phân biệt với hải sản không nhiễm khuẩn về màu sắc, mùi vị, trạng thái; sản phẩm ngũ cốc bị nhiễm Salmonella không thay đổi trạng thái cảm quan nhiều so với sản phẩm ngũ cốc nhiễm các loài vi nấm và độc tố của chúng như aflatoxin, ochratoxin...
Tuy nhiên, cũng có trường hợp cá biệt như vi khuẩn C. botulinum phát triển trong đồ hộp thực phẩm có thể gây phồng hộp.

## Cơ chế gây bệnh và tác dụng độc
Cơ chế gây bệnh của độc tố vi khuẩn khá đa dạng, có thể phân các vi khuẩn gây bệnh thành các nhóm sau đây:
- Vi khuẩn phát triển trong thực phẩm đến một số lượng đủ lớn rồi mới sinh độc tố: gồm có Bacillus cereus (typ gây nôn), S. aureus và C. botulinum.
- Vi khuẩn sinh độc tố enterotoxin trong ruột nhưng không gây nhiễm tế bào ruột: gồm có Bacillus cereus (typ gây tiêu chảy), Clostridium perfringens.
- Vi khuẩn sinh độc tố enterotoxin sau khi bám dính vào tế bào biểu mô nhưng không xâm nhập vào trong tế bào: gồm có các chủng E. coli gây tiêu chảy xuất huyết (EHEC) và gây tiêu chảy chủ yếu trên đối tượng khách du lịch (ETEC), Vibrio cholerae, Vibrio parahaemolyticus...
- Vi khuẩn xâm nhập và định khu ở tế bào biểu mô và hệ miễn dịch của ruột và gây độc: gồm có Salmonella spp., Shigella spp., Campylobacter jejuni, Campylobacter coli, Yersinia enterocolitica.
- Vi khuẩn xâm nhập vào cơ thể nói chung và gây độc: gồm có Listeria monocytogens, Salmonella typhi, Salmonella paratyphi.

Các vi khuẩn gây bệnh có thời gian ủ bệnh khác nhau: trong khi S. aureus ủ bệnh chỉ trong 1 h đến 6 thì C. botulinum ủ bệnh trong 12 h đến 3 ngày, V. cholerae ủ bệnh trong 2 ngày đến 5 ngày, thậm chí Salmonella typhi ủ bệnh trong 10 ngày đến 21 ngày.
Liều gây nhiễm cũng rất khác nhau: C. botulinum gây nhiễm với nồng độ khoảng 1 µg độc tố botulin tương đương với 10 4 đến 10 5 đơn vị vi khuẩn/g, EHEC gây nhiễm chỉ với 10 đơn vị vi khuẩn/g trong khi V. cholerae gây nhiễm với liều 10 8 đơn vị vi khuẩn/g thực phẩm.
Tác dụng độc của các độc tố vi khuẩn rất đa dạng. Chúng có thể tác dụng cục bộ hoặc tác dụng hệ thống, tác dụng tức thời hoặc tác dụng chậm, tác dụng độc hình thái hoặc tác dụng độc chức năng. Ví dụ, độc tố của C. botulinum có tính độc cao gấp 7 lần độc tố uốn ván, nó tác động trực tiếp đến hệ thần kinh trung ương làm giảm sự điều phối của mắt, gây liệt hệ tuần hoàn, hệ hô hấp và cuối cùng dẫn đến tử vong; còn độc tố của V. cholerae gây tăng tiết nước và clo trong khi làm giảm hấp thu natri khiến cơ thể mất nước, tiêu chảy.

## Các giải pháp
Các biện pháp phòng chống ngộ độc do độc tố vi khuẩn gồm các nhóm sau đây:
- Biện pháp tuyên truyền giáo dục người dân ăn uống hợp vệ sinh: ăn chín, uống sôi, không ăn thức ăn nguội để lâu, thực phẩm khi bảo quản cần để lạnh đủ, đun sôi thức ăn trước khi ăn, vệ sinh nơi ăn, vệ sinh cá nhân và vệ sinh môi trường.
- Biện pháp công nghệ: Các tế bào C. botulinum có thể bị phá hủy ở nhiệt độ 80 oC sau 30 phút nhưng bào tử của nó chỉ bị tiêu diệt ở 100 oC sau 6 h hoặc 120 oC sau 20 phút. Vì vậy, các biện pháp thanh trùng thông thường không thể tiêu diệt được bào tử C. botulinum trong đồ hộp thịt mà phải sử dụng chế độ tiệt trùng ở nhiệt độ 115 oC đến 120 oC trong thời gian thích hợp.[6]

Một trường hợp khác là S. aureus, vi khuẩn này bị tiêu diệt ở 80 oC đến 85 oC sau 20 đến 25 phút. S. aureus không tạo được bào tử nhưng độc tố enterotoxin mà nó sinh ra có độc lực mạnh và bền với nhiệt độ, môi trường axit cũng như với các enzym phân giải protein. Phải đun sôi thực phẩm trong ít nhất 2 h mới phá hủy được độc tố của S. aureus.
- Biện pháp quản lý: áp dụng hệ thống phân tích mối nguy và điểm kiểm soát tới hạn (HACCP) cho mỗi dây chuyền sản xuất một sản phẩm thực phẩm nhất định hoặc áp dụng hệ thống quản lý an toàn thực phẩm ISO 22000 cho chuỗi thực phẩm có liên quan, từ khâu trồng trọt, chăn nuôi đến các khâu thu hoạch, giết mổ, sơ chế, chế biến và bảo quản thực phẩm.